# Giro di Romagna 1997
Il Giro di Romagna 1997, settantaduesima edizione della corsa, si svolse il 7 settembre 1997 su un percorso di 198 km. La vittoria fu appannaggio dell'italiano Francesco Casagrande, che completò il percorso in 4h47'01", precedendo i connazionali Roberto Caruso e Carlo Finco.
Sul traguardo di Lugo 49 ciclisti, su 136 partiti dalla medesima località, portarono a termine la competizione.

## Ordine d'arrivo (Top 10)
| Pos. | Corridore            | Squadra                  | Tempo    |
| ---- | -------------------- | ------------------------ | -------- |
| 1    | Francesco Casagrande | Saeco-Estro              | 4h47'01" |
| 2    | Roberto Caruso       | Ros Mary-Amica Chips     | a 1'25"  |
| 3    | Carlo Finco          | MG Boys Maglificio-Tech. | a 1'27"  |
| 4    | Alessandro Baronti   | Asics-C.G.A.             | a 2'10"  |
| 5    | Marco Fincato        | Roslotto-ZG Mobili       | s.t.     |
| 6    | Maurizio De Pasquale | Amore & Vita-Forzarcore  | a 5'40"  |
| 7    | Gabriele Colombo     | Batik-Del Monte          | s.t.     |
| 8    | Gianluca Valoti      | Team Polti               | a 5'42"  |
| 9    | Stéphane Heulot      | La Française des Jeux    | a 5'43"  |
| 10   | Kai Hundertmarck     | Team Deutsche Telekom    | a 7'17"  |